# 카터 버웰
카터 베네딕트 버웰(Carter Benedict Burwell, 1955년 11월 18일 ~ )은 미국의 영화 음악 작곡가이다. 《아리조나 유괴사건》 (1987), 《바톤 핑크》 (1991), 《파고》 (1996), 《위대한 레보스키》 (1998), 《노인을 위한 나라는 없다》 (2007), 《번 애프터 리딩》 (2008), 《더 브레이브》 (2010) 등 코언 형제와의 협업으로 잘 알려져있다.
그 외 알려진 작품으로는 스파이크 존즈 감독의 《존 말코비치 되기》 (1999), 《어댑테이션》 (2002), 《괴물들이 사는 나라 (영화)》 (2009), 데이비드 O. 러셀 감독의 《쓰리 킹즈》 (1999), 드라마 《올리브 키터리지》 (2014), 《아노말리사》 (2015), 토드 헤인스 감독의 《벨벳 골드마인》 (1998), 드라마 《밀드레드 피어스》, 《캐롤》 (2015), 존 리 행콕 감독의 《파운더》 (2016) 등이 있다.